# Jan Dziedziczak
Jan Michał Dziedziczak (ur. 3 sierpnia 1981 w Warszawie) – polski polityk i politolog, instruktor harcerski Związku Harcerstwa Rzeczypospolitej, rzecznik prasowy rządu Jarosława Kaczyńskiego (2006–2007), poseł na Sejm VI, VII, VIII, IX i X kadencji (od 2007), sekretarz stanu w Ministerstwie Spraw Zagranicznych (2015–2018), sekretarz stanu w Kancelarii Prezesa Rady Ministrów (2019–2023).

## Życiorys
Syn dialogistki Stanisławy Dziedziczak. W 2007 ukończył studia w Instytucie Polityki Społecznej na Wydziale Dziennikarstwa i Nauk Politycznych Uniwersytetu Warszawskiego. Tytuł zawodowy magistra politologii uzyskał na podstawie pracy dyplomowej dotyczącej mniejszości polskiej na Wileńszczyźnie. W czasie studiów działał w samorządzie studenckim Instytutu Polityki Społecznej UW. W 2005 został stypendystą rządu japońskiego i Uniwersytetu Narodów Zjednoczonych w Tokio. W ramach stypendium odbył szkolenie z zakresu prowadzenia polityki informacyjnej i mediów m.in. w telewizji publicznej Japonii, Australii i Nowej Zelandii.
Jest instruktorem Związku Harcerstwa Rzeczypospolitej w stopniu harcmistrza. Wywodzi się ze Szczepu 169 Warszawskich Drużyn Harcerskich i Zuchowych im. Alka Dawidowskiego. W latach 2003–2006 pełnił funkcję komendanta Warszawskiego Związku Drużyn Harcerzy „Mokotów” wchodzącego w skład Mazowieckiej Chorągwi Harcerzy ZHR. W latach 2004–2006 był rzecznikiem prasowym ZHR oraz wspierał pracę Wydziału Komunikacji Społecznej ZHR. Został też członkiem rady nadzorczej (powiernikiem) jednej z warszawskich rad katolickiej organizacji Rycerze Kolumba. Od 2016 do 2023 sprawował funkcję przewodniczącego rady Fundacji „Pomoc Polakom na Wschodzie” im. Jana Olszewskiego.
Był asystentem prasowym prezesa Prawa i Sprawiedliwości Jarosława Kaczyńskiego, odpowiadając za kształtowanie jego medialnego wizerunku. Od 14 lipca 2006 do 4 listopada 2007 pełnił funkcję rzecznika prasowego rządu Jarosława Kaczyńskiego. W wyborach parlamentarnych w 2007 uzyskał mandat posła na Sejm VI kadencji. Kandydując z listy PiS w okręgu kaliskim, otrzymał 24 809 głosów. W wyborach do Sejmu w 2011 z powodzeniem ubiegał się o reelekcję, dostał 15 954 głosy. W 2015 został ponownie wybrany do Sejmu, otrzymując 26 665 głosów.
17 listopada 2015 powołany na sekretarza stanu w Ministerstwie Spraw Zagranicznych odpowiedzialnego za sprawy polonijne, konsularne, parlamentarne oraz dyplomację publiczną i kulturalną. Odwołany z tej funkcji 3 kwietnia 2018. Bez powodzenia startował w wyborach do Parlamentu Europejskiego w 2019. W wyborach krajowych w tym samym roku uzyskał natomiast mandat posła IX kadencji, otrzymując 60 599 głosów. W grudniu tego samego roku został sekretarzem stanu w Kancelarii Prezesa Rady Ministrów oraz pełnomocnikiem rządu do spraw Polonii i Polaków za granicą.
W wyborach w 2023 z powodzeniem ubiegał się o poselską reelekcję (z wynikiem 14 689 głosów). W grudniu tego samego roku zakończył pełnienie funkcji w administracji rządowej. W październiku 2024 wszedł w skład komitetu wykonawczego PiS.